# Територіальні претензії Японії в Антарктиці
Територіальні претензії Японії в Антарктиці - претензії Японії на територіальний суверенітет над частиною Антарктики, що висувалися в першій половині XX століття.
У 1910-1912 роках Японія зробила першу експедицію в Антарктику під керівництвом лейтенанта Сірасе Нобу. 28 січня 1912 року  експедиція досягла 80° 05' південної широти та 156° 37' західної довготи, де начальник експедиції зробив висновок про неготовність команди до подальшого походу до Південного полюса. Досягнутому місця було дано назву Снігова долина Ямато, відкриті землі були оголошені володіннями Японії. 
У 1939 році Японія офіційно заявила про свої права на території в Антарктиці.  Дані претензії поширювалися на простір, розташований між сектором Росса і Фолклендських сектором  (від 80° західної довготи до 150° західної довготи). У 1951 році був укладений Сан-Франциський мирний договір, відповідно до статті 2 якого Японія відмовилася від усіх претензій на будь-які права стосовно будь-якої частини Антарктичного району, незалежно від того, витікали вони з діяльності японських громадян або були отримані іншим чином. На даний момент[коли?] на цей сектор (Земля Мері Берд і Земля Елсворта) офіційно не претендує жодна визнана світовою спільнотою держава, так як не висунула претензії до набрання чинності Договору про Антарктику; претензії висуваються лише Норвегією на острів Петра I і Чилі на східну частина до 90° західної довготи.
На даний момент[коли?] Японія не має права знову висунути територіальних претензій в зоні дії Договору про Антарктику. Тим не менш, неофіційно претензії висуваються, причому обґрунтування вельми своєрідно: розвідані родовища газу залягають так глибоко, що ніхто, крім Японії, поки не має технологій для його видобутку. 